# Dieffenbachia macrophylla
Dieffenbachia macrophylla är en kallaväxtart som beskrevs av Eduard Friedrich Poeppig. Dieffenbachia macrophylla ingår i släktet prickbladssläktet, och familjen kallaväxter. Inga underarter finns listade.